# The Wire
The Wire er en amerikansk tv-dramaserie der foregår i og omkring den amerikanske by Baltimore i Maryland, hvor serien også er optaget. Serien er skabt og hovedsageligt skrevet af forfatter og tidligere journalist David Simon, og blev oprindeligt sendt på betalingskanalen HBO i USA. The Wire havde premiere 2. juni 2002 og sluttede 9. marts 2008, efter 60 afsnit fordelt på fem sæsoner.
[Politiledelsen er] så fokuseret på at skabe „målbare resultater“, at man bruger det meste af sine ressourcer på at anholde små ligegyldige pushere og konfiskere deres stoffer. Men disse anholdelser har bagmændene allerede kalkuleret med, og det har ingen betydning for deres forsyningskæder. Politiet bliver målt på, hvor mange anholdelser de foretager, så i stedet for at […] få bragt toppen af narkoimperiet til fald, fortsætter de med en praksis, der ikke gør noget ved problemet, men som ser flot ud på måltavlen.
Hver sæson af The Wire fokuserer på hver sit område af byen Baltimore. I kronologisk rækkefølge er de: den illegale narkohandel, havneområdet, bystyret og bureaukrati, skolesystemet, og de trykte nyhedsmedier. Seriens medvirkende består hovedsageligt at karakterskuespillere, der ikke er særligt kendte for deres andre roller i film og tv. David Simon har sagt, at på trods af at serien udgiver sig for at være et krimidrama, handler serien "i virkeligheden om en by i USA, og om hvordan vi lever sammen. Den handler om hvordan institutioner påvirker det enkelte individ. Om man er en politibetjent, en havnearbejder, en narkohandler, en politiker, en dommer eller advokat, er alle i sidste ende kompromitteret og må være tilfreds med hvilken institution de er engageret i."
På trods af at serien aldrig blev en kommerciel succes eller vandt store priser, er The Wire af mange kritikere blevet beskrevet som den bedste tv-serie nogensinde, og et af de mest gennemførte fiktionsværker i 2000'erne. Serien har opnået anerkendelse for dens realistiske skildring af livet i byerne, dens litterære ambitioner og dens ualmindelig dybdegående skildring af socialpolitiske temaer.